# مواد شوینده

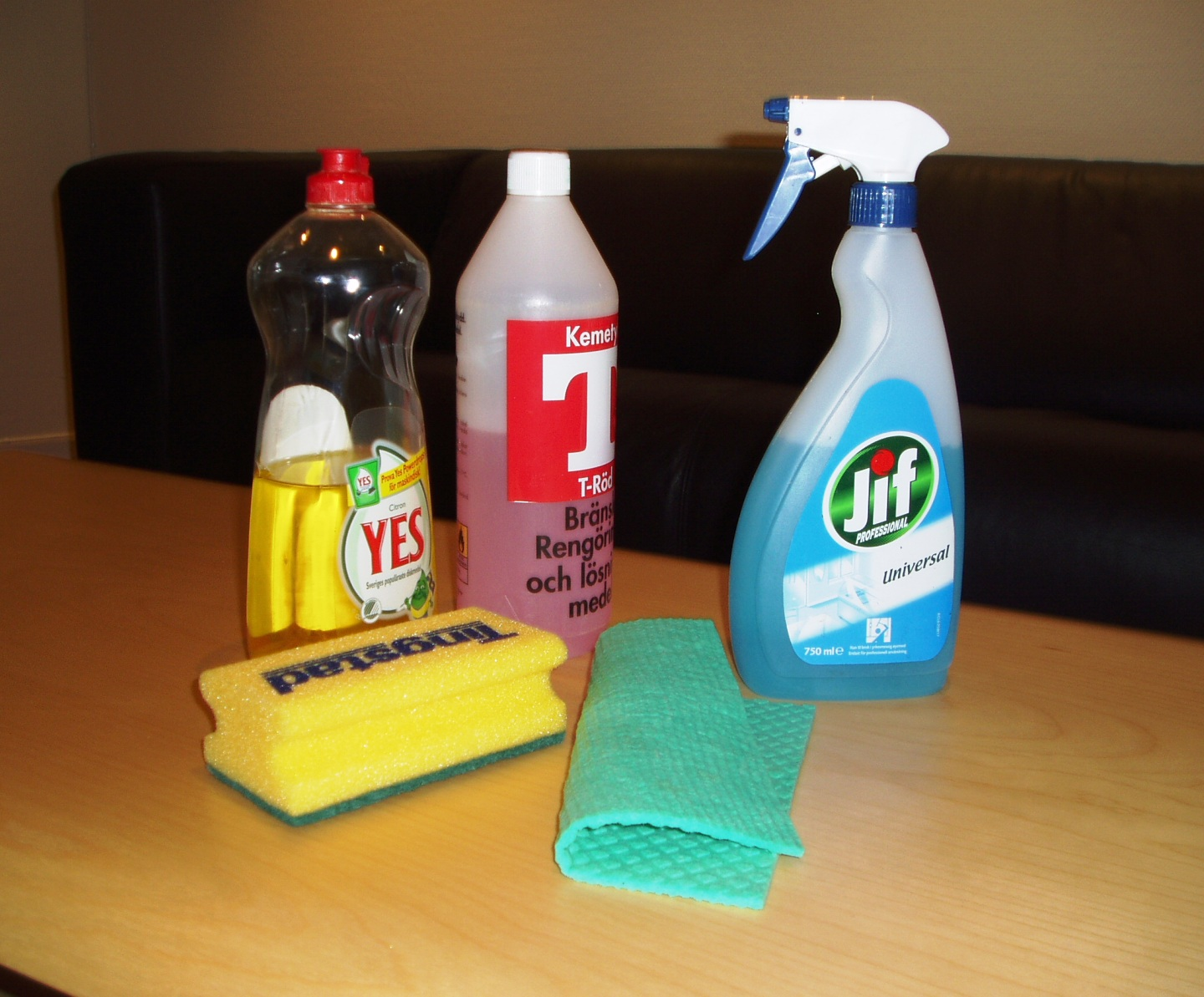
مواد شوینده

ماده شوینده یا دترجنت (به انگلیسی: Detergent) یک سورفکتانت یا ترکیبی از سورفکتانت ها است که در محلول های رقیق قابلیت پاک کنندگی دارد. این ترکیب ها معمولاً آلکیل بنزن سولفونات هستند. این ترکیب ها شبیه به صابون ولی با قابلیت انحلال پذیری بیشتری در آب سخت هستند و این به دلیل آن است که احتمال تشکیل پیوند سولفونات قطبی (در مواد شوینده) کمتر از احتمال تشکیل پیوند بین کربوکسیلات قطبی (در صابون) با کلسیم و دیگر یون های موجود در آب سخت است.
مواد شوینده در انواع مختلفی تولید می‌شوند. صابون، پودرهای لباسشویی، مایع‌های لباسشویی و دستشویی و شامپو از انواع شوینده‌ها هستند.